# Ned 2
|  | Denne artikel er oprettet af botten PalnaBot ud fra en ekstern database. Den kan derfor have sproglige fejl eller mangler. Denne skabelon kan fjernes efter kontrol af indholdet. |

Ned 2 er en eksperimentalfilm instrueret af Jens Ole Steen Svendsen efter manuskript af Jens Ole Steen Svendsen.

## Handling
Vågne - For sent - For langsomt Ingen elevator - Kun trapper Transformation - Trapper - Trapper - Trapper - Palmetræer? - Trapper! Transformation - Elevatoren! Kontorbygning? - Trapper!